# Babșa

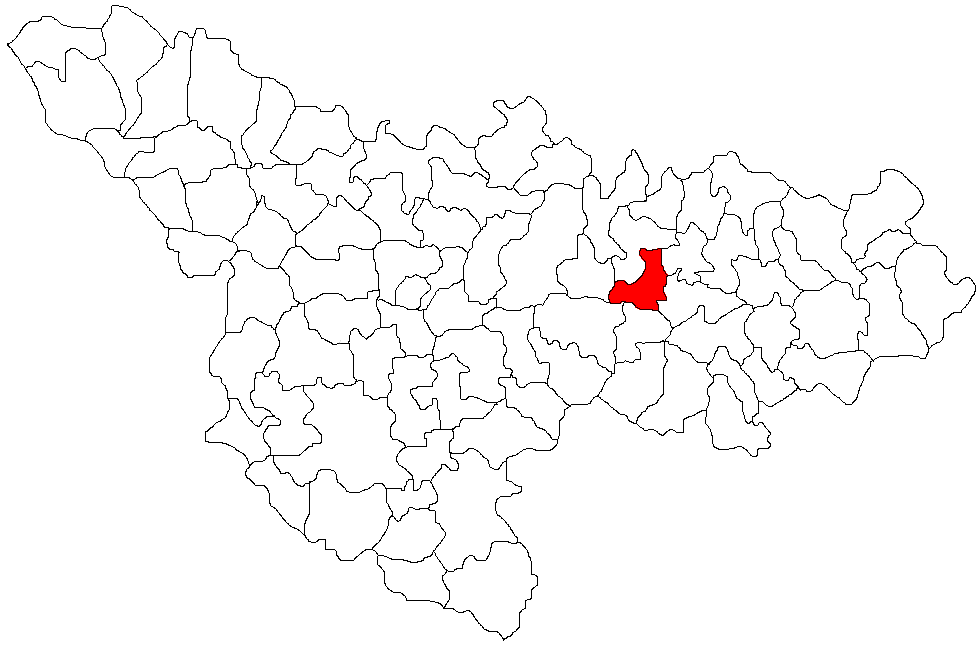
Lage der Gemeinde Belinț im Kreis Timiș

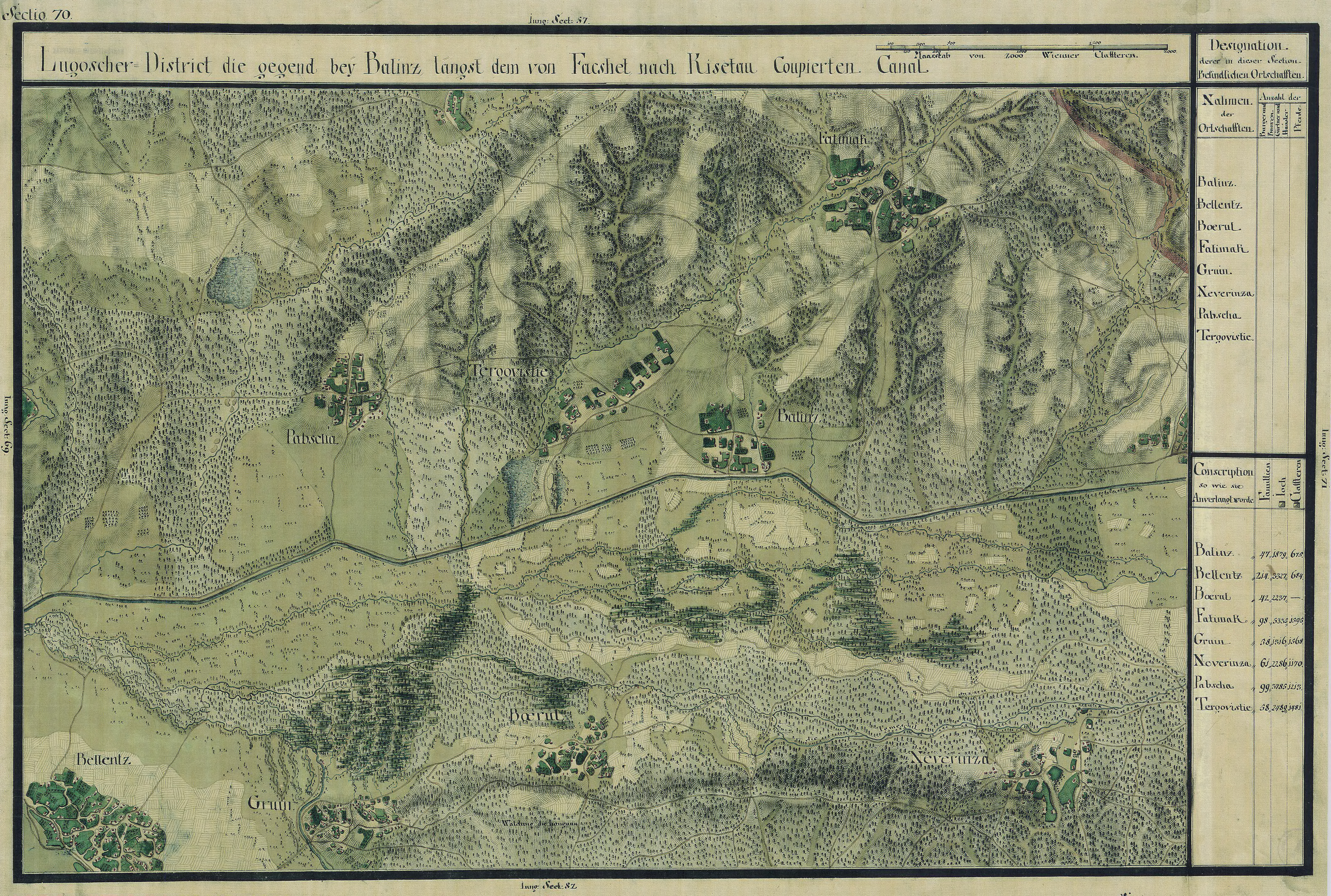
Babşa auf der Josephinischen Landaufnahme, 1769–72

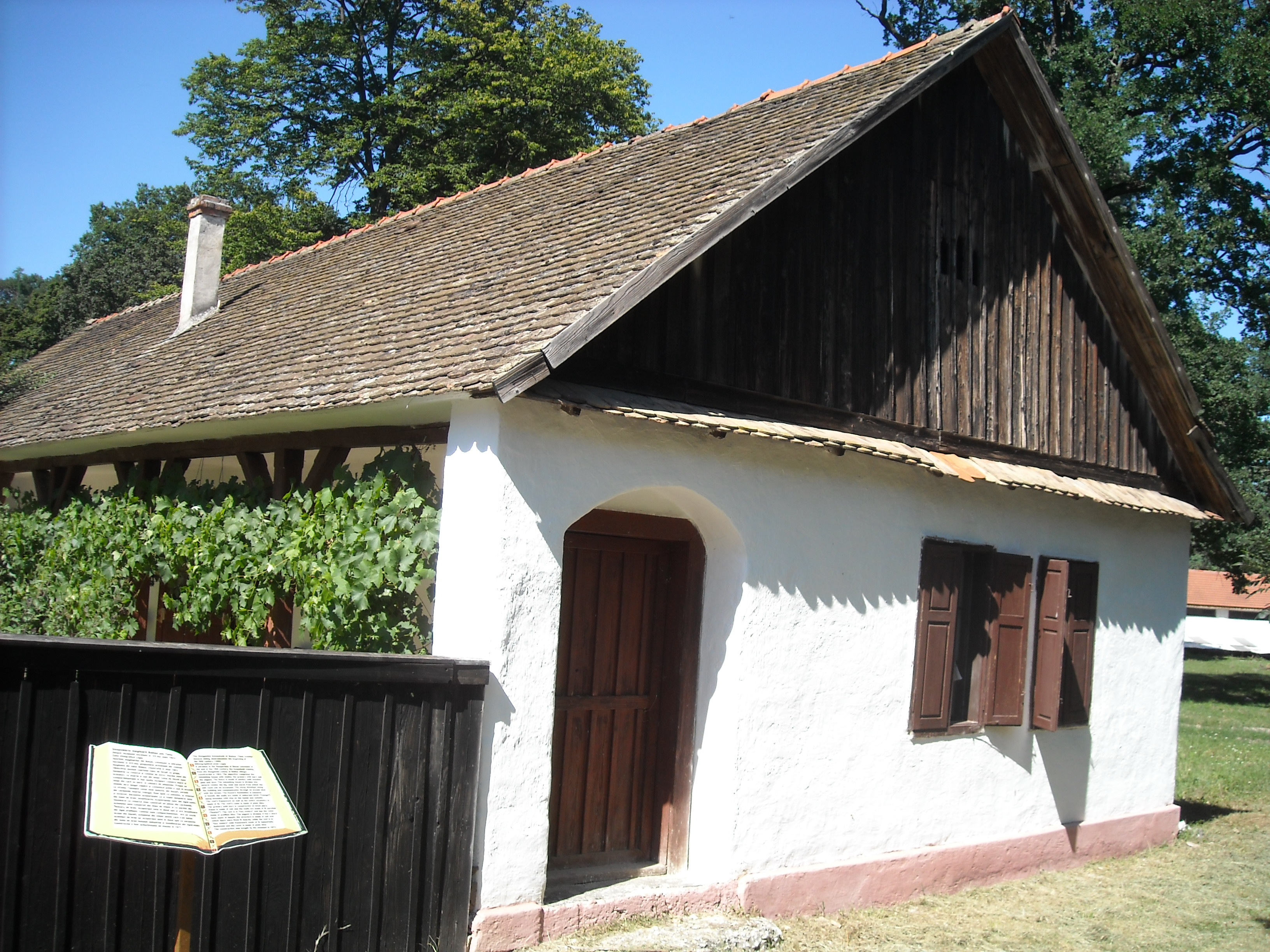
Ein original ungarisches Haus aus Babșa im Muzeul National al Banatului Timișoara in Timișoara

Babșa (deutsch Babscha, ungarisch Babsa) ist ein Dorf im Kreis Timiș, in der Region Banat, im Südwesten Rumäniens. Babșa gehört zur Gemeinde Belinț.

## Geografische Lage
Babșa liegt im Osten des Kreises Timiș, in 8 km Entfernung vom Gemeindesitz Belinț und 15 km von der Stadt Lugoj, am rechten Begaufer.
Das Dorf befindet sich an der Kommunalstraße 83, die Babșa mit Belinț und der Nationalstraße Drum național DN6 verbindet.

## Nachbarorte
| Hisiaș   | Paniova                                     | Fâdimac    |
| Ghizela  | Kompassrose, die auf Nachbargemeinden zeigt | Târgoviște |
| Șanovița | Gruni                                       | Păru       |

## Geschichte
Das Dorf wurde 1488 als Bapsa erstmals urkundlich erwähnt.
Im Laufe der Jahrhunderte traten verschiedene Schreibweisen des Ortsnamens in Erscheinung: 1488 Also Bapsa, Felsew Bapsa, Kewzepsew Bapsa, 1717 Babscha, 1808 Babsa, 1839 Babsa, 1858, 1863, 1877, 1882, 1893 Babsa, 1909 Babşa, Babsa, 1913 Babsa, 1921 Babşa, Babsa, 1932 Babşa.
Im Mittelalter hatte die Ortschaft mehrere Grundherren: 1488 Cziko Pomazi und 1510 Ferenc Horozath. 1554 war der Ort in einem türkischen Defter mit 42 Häuser vermerkt.
In den Aufzeichnungen des Gelehrten Luigi Ferdinando Marsigli gehörte Babșa zum Distrikt Lipova.
Auf der Josephinischen Landaufnahme von 1717 ist Babsa mit 40 Häuser eingetragen. Nach dem Frieden von Passarowitz (1718) war die Ortschaft Teil der Habsburger Krondomäne Temescher Banat. Auf der Mercy-Karte von 1723 gehört der Ort zum Distrikt Făget und 1786 laut Korabinszky zum Distrikt Lugoj.
Infolge des Österreichisch-Ungarischen Ausgleichs (1867) wurde das Banat dem Königreich Ungarn innerhalb der Doppelmonarchie Österreich-Ungarn angegliedert.
1906 wurde in Babșa im Zuge der Magyarisierung eine ungarische Kolonie gegründet. Insgesamt wurden 55 Häuser gebaut und mit Ungarn aus dem Königreich Ungarn besiedelt. Nach und nach wurden die Häuser jedoch verlassen und dem Verfall preisgegeben. Heute stehen noch 12 Häuser der Kolonie. In den 1970er Jahren wurde eines der Häuser nach Timișoara ins Banater Nationalmuseum gebracht, wo es in einer Dauerausstellung zu sehen ist.
Der Vertrag von Trianon am 4. Juni 1920 hatte die Dreiteilung des Banats zur Folge, wodurch Babșa an das Königreich Rumänien fiel.

## Bevölkerungsentwicklung
| 1880 | 894  | 855 | 7   | 11 | 21 |
| 1910 | 1338 | 914 | 371 | 53 | -  |
| 1930 | 1115 | 824 | 272 | 14 | 5  |
| 1977 | 471  | 457 | 14  | -  | -  |
| 2002 | 261  | 257 | 4   | -  | -  |